# Tierra de Aguilar
La Tierra de Aguilar fue una región del Reino de Castilla, que tuvo vigencia desde el siglo XII hasta el siglo XIX.[cita requerida]

## Toponimia e historia
Se incorporó a Castilla en 1198. En 1269 Teobaldo II de Navarra la incluyó en el fuero de Viana y concedió un mercado semanal los martes. Enrique I de Navarra ordenó en 1271 a los vecinos de la aldea de Río que se trasladasen a la villa para formar un solo término. En 1273 Pedro Sánchez de Monteagut, señor de Cascante y a quien pertenecía la villa, la donaba al rey Enrique.
En el siglo XIV se integró en el señorío de Cameros. Juan II en 1452 liberó a la villa a perpetuo de todo impuesto sobre el vino que vendiesen, por haberle sido fiel, incluso aunque esto conllevó robos, detenidos y fallecidos. En 1463 Enrique IV de Castilla sometió a su dominio a muchos pueblos, entre ellos Aguilar, en virtud de la sentencia compromisal de Luis XI de Francia.
En el siglo XVI se creó el condado de Aguilar. No hay constancia de que se siguiese explotando después.
Con el nombre de Partido de Aguilar formó parte desde 1785  de la Intendencia de Soria.
Con la división provincial española de 1822 y 1833 forma parte de la provincia de Logroño.

### Tierra de Aguilar
En el Libro de los Millones, la Tierra de Aguilar contaba como centro la villa de Aguilar del Río Alhama y las 26 villas y aldeas siguientes, con jurisdicción de señorío. Entre paréntesis figura el municipio al que pertenecen.
| - Aguilar. - Navajún. - Valdemadera. - Nalda. - Corzano. - Rabanera. - Entrena. | - Abelda. - Clavijo. - Viniegra de Abajo. - Brieva. - Ventosa. - Monterrubio. - Canales. | - Villavelayo. - Mansilla. - Montenegro. - Soto. - Treguajantes (despoblado, Soto). - Murillo de Río Leza. | - Arrúbal. - Viguera. - Panzares. - Ausejo. - Alcanadre. - Cervera. - Inestrillas (Aguilar). |  |

### Partido de Aguilar
En el Censo de Floridablanca, el Partido de Aguilar contaba como centro la villa de Aguilar del Río Alhama y 2 aldeas, Navajún y Valdemadera. El resto de villas aparecen como villas eximidas en el Censo de Floridablanca, excepto Zenzano y Panzares, que no aparecen.